# Język bagirmi
Język bagirmi, także: baghirmi, bagrimma, baguirme, baguirmi, barma, lis, lisi, mbarma, tar bagrimma, tar barma – język ludu Baguirmi w południowo-zachodnim Czadzie i północno-wschodniej Nigerii (Borno), należący do rodziny języków środkowosudańskich, używany przez prawie 45 tys. osób (1983), język historycznego Królestwa Baguirmi. Ma wiele dialektów – na terenie Czadu są to: gol, kibar, bangri i dam. Większość użytkowników posługuje się językiem arabskim. Nieużywany w formie pisemnej.